# Maria Krzysztof Byrski
Maria Krzysztof Byrski (ur. 12 stycznia 1937 w Wilnie) – polski orientalista, indolog, nauczyciel akademicki, profesor nauk humanistycznych, ambasador RP w Indiach (1993–1996).

## Życiorys
Syn Ireny Byrskiej i Tadeusza Byrskiego. W czasach studenckich kierował sekcją młodzieży warszawskiego Klubu Inteligencji Katolickiej. W 1960 ukończył studia z zakresu indologii na Uniwersytecie Warszawskim. W latach 1961–1966 mieszkał w Indiach, w 1966 obronił pracę doktorską na Banaras Hindu University, zatytułowaną Concept of Ancient Indian Theatre i poświęconą klasycznemu dramatowi indyjskiemu. W 1966 rozpoczął pracę na Uniwersytecie Warszawskim, kierował tam w latach 1970–1990 sekcją filologii indyjskiej. W 1979 uzyskał stopień doktora habilitowanego na podstawie pracy Methodology of the Analysis of Sanskrit Drama.
Podczas wydarzeń sierpniowych w 1980 przyłączył się do skierowanego do władz komunistycznych apelu 64 naukowców, literatów i publicystów o podjęcie dialogu ze strajkującymi robotnikami. W tym samym roku współtworzył w Uniwersytecie Warszawskim NSZZ „Solidarność” i został przewodniczącym organizacji związkowej na Wydziale Neofilologii. Po ogłoszeniu stanu wojennego był członkiem podziemnej komisji uczelnianej związku.
Od 1990 był radcą Ambasady RP w Delhi, a w latach 1993–1996 kierował placówką jako ambasador. 14 lipca 1992 otrzymał tytuł profesora nauk humanistycznych. Po zakończeniu pracy w dyplomacji powrócił na Uniwersytet Warszawski. W latach 1996–2002 był dyrektorem Instytutu Orientalistycznego UW. Został profesorem w Katedrze Azji Południowej na Wydziale Orientalistycznym UW, a także dyrektorem Centrum Badań nad Eurazją w stołecznym Collegium Civitas.
Członek Komitetu Nauk o Kulturze, Komitetu Nauk Orientalistycznych oraz Komitetu Etyki Polskiej Akademii Nauk. Był sekretarzem Towarzystwa Popierania i Krzewienia Nauk. Został członkiem zwyczajnym Towarzystwa Naukowego Warszawskiego. Był członkiem zarządu warszawskiego Klubu Inteligencji Katolickiej. W 2010 walne zebranie członków zwyczajnych nadało mu godność członka honorowego KIK, został też członkiem kapituły nagrody „Pontifici – Budowniczemu Mostów”.
Autor ponad stu publikacji, w tym kilku książek. Przełożył z sanskrytu na język polski Manusmryti, czyli traktat o zacności oraz Kamasutrę, czyli traktat o miłowaniu (obie pozycje wydane w języku polskim w 1985).
Wśród wypromowanych przez niego doktorów znaleźli się: Joanna Jurewicz (1990), Danuta Stasik (1990), Bożena Śliwczyńska (1993).

## Odznaczenia
W 2006 odznaczony Złotym Krzyżem Zasługi, a w 2012 Krzyżem Oficerskim Orderu Odrodzenia Polski. W 2022 otrzymał Order Padma Shri.